# Сапіга (герб)
Сапі́га (пол. Sapieha) — герби на основі різних варіантів герба Лис, що використовуються представниками родини Сапіг.

## Опис
Опис гербів у відповідності з класичними правилами блазонування, що запровоновані за Юліушем Каролем Островським: 
Сапєга князь I (Sapieha Książę I, Sopeha, Sopiha, Sopezyc, Sapucho, Lis odmienny): глава розсічена на три частини; у I-му червоному полі золота двічі перехрещена стріла (Лис II); у II-му чорному - три срібні лілії, дві над однією (Лілії Сапіг); у III-му червоному срібна рука в латах, що в лікті зігнута і пронизана стрілою вниз (Рука); у IV-му основному червоному полі озброєний вершник з мечем праворуч несе щит, обрамлений золотом, на якому ліворуч розташований подвійний золотий хрест (Погоня Литовська). Щит на княжій мантії з княжою короною. Існує варіант цього герба від російського Ощого гербовника, де були змінені поля I і II, а герб додатково збагачений клейнодом - половиною срібною здибленою лисицею. 
Сапєга князь II: Щит, обрамлений золотом і розділений золотими лініями на три поля у верхній і нижній частинні, та два у середній. У I-му червоному полі золота двічі перехрещена стріла (Лис II); у II-му чорному - три срібні лілії, дві над однією (Лілії Сапіг); у III-му червоному срібна рука в латах, що в лікті зігнута і пронизана стрілою вниз (Рука); у IV-му червоному полі озброєний вершник з мечем праворуч несе щит, обрамлений золотом, на якому ліворуч розташований подвійний золотий хрест (Погоня Литовська);  у V-му синьому Гіпокентавр цілиться з лука у свій хвіст у формі змії (Гіпокентавр); у VI-му синьому золотий стовп з двома хрестами у верхній і нижній частині, що нахилені один до одного (Ружинські); у VII-му червоному золоті Гедимінові стовпи; у VIII-му срібному золотий стовп (Колюмна). Над щитом три шоломи з клейнодами: центральний - половина лицаря з шаблею і щитом, як у гербі Погоня; правому - коричневий здиблений лис між двома природними рогами буйвола; лівому - чорний орел у королівській кроні з золотим хрестом, на грудях - овальний червоний щит з гербом Ріка. Намет на центральному шоломі - справа чорний, підбитий сріблом, зліва синій, підбитий золотом; на правому і лівому - червноі, підбиті сріблом. Щит на княжій мантії з княжою короною.
Сапєга Граф III: Червоний щит, розділений золотим поясом, над ним срібний подвійний хрест з вістрям (Ліс), під ним озброєний вершник з мечем і щитом з подвійним хрестом (Погоня Литовська). Дві шоломи з клейнодами над щитом: на правому червоному лис, на лівому чорний орел у королівській короні.
Сапєга IV: Почетвертований щит з серцевим щитком. У І-му полі три лілії (Лілії Сапіг); у II-му - озброєний вершник з мечем і щитом з подвійним хрестом (Погоня Литовська); у ІІІ-му меч з руків'ям вгору між чотирьох півкілець: два рогами один до одного, а боками вгору і донизу (Друцьк); у IV-му рука зігнута в лікті і прошита стрілкою (Рука); у V-му подвійно перехрещена стріла (Лис). Клейнод: над шоломом у короні між двома трубами - піднялася половина лисиці. Кольори невідомі, але в портреті з 1616 року поля I-ше і IV-те сині, решта червоні, срібні емблеми, природний клейнод, намет червоний, підбитий  сріблом.
Сапєга V: почетвертований щит: в I-му червоному полі подвійно перехрещена срібна стріла (Лис); в II-му синьому срібний хрест з обох сторін і у верхній частині перехрещений додатково, а під ним плечеве кыльце догори (спотворений Корибут); в III-му синьому золота церковна хоругва, розділена на три поля та підшита бахромою, яка звисає донизу (Радван); у IV-му червоному Гіпокентавр цілиться з лука у свій хвіст у формі змії (Гіпокентавр). Над щитом два шоломи з клейнодами: зправа лис, а зліва павиний хвіст. Намет на першому блакитний, на другому червоний, підбиті сріблом.
Сапєга VI: Почетвертований щит, у I-му і IV-му полях три лілії, дві над однією (Лілії Сапіг), в II-му і III-му червоних полях подвійно перехрещена срібна стріла (Лис). Щит підтримується орлами, на щиті - шляхетська корона.
Сапєга VII: Почетвертований щит з серцевим щитком, у I-му і IV-му полях червоного кольору, три срібні лілії, дві над однією (Лілії Сапіг); в II-му і III-му червоних полях рука озброєна, зігнута в лікті і пронизана стрілкою вниз (Рука), в серцевому щитку подвійно перехрещена срібна стріла (Лис). Клейнод: над шоломом у короні між двома трубами здиблена лисиця.
Сапєга князь VIII: Щит розсічено і двічі пересічено зі щитком. У І-му срібному полі чорна зуброва голова з золотим кільцем у ніздрях (Венява); у ІІ-му чорному три срібні лілії, дві над однією (Лілії Сапіг); у III-му червоному срібна крива (Шренява); у IV-му золотому на чорному ведмеді, діва в блакитному вбранні (Равич); у V-му червоному золотий корабель (Лодзь); у VI-му червоному срібна сокира з золотою ручкою (Топор); в серцевому червоному щитку подвійно перехрещена срібна стріла (Лис). Над щитом корона графа.

## Найперша згадка
Сапєга князь I: За Островським, герб, наданий 14 вересня 1700 року Казимеру Яну Сапізі, затверджений у Речі Посполитій 1767/68 та Росії 30 квітня 1800 року. Однак, за словами Славомира Горинського, диплом за видачу з 1700 року не зберігся. Лілії, що з'являються в цьому та інших гербах Сапіг мали бути гербом Наримунта, уявного язичника-предка Сапіг. Насправді, найдавнішим підтвердженим предком Сапеги був Семен Сопіга, допущений при Городельскій унії до герба Лис. 
Сапєга князь II: Підтвердження княжого звання в Галичині для Леона Сапіги 25 лютого 1840 р., Диплом від 26 вересня 1845 року. Основою надання було походження Казиміра Яна Сапіги, що не відповідає дійсності Леона, що походить з іншої лінії. 
Сапєга-граф III: За Островським, різновид, пов'язаний з графством Священної Римської імперії, наданим Павлу Сапізі 6 січня 1572 року. Додавання руки зі стрілою, було пов'язане з підтвердженням титулу в Польщі Сигізмунда Августа Павлові та його сину Миколаю Сапізі 4 травня 1572 року. Гербом Ріка мав бути нагородою за постріл, отриманий у Лівонії. За словами Островського, Павло Сапіга першим ввів у своєму гербі Гіпокентавра у пам'ять про свою дружину, Гольшанську. Такий герб, але розташований на мантійному плащі з митрою, з'явився у документах від 1841 року, що стосується процедури підтвердження княжого титулу Леону Сапізі, завершеному в 1845 році (Сапєга Князь II). 
Сапєг IV: Різновид сімнадцятого століття, довелося використовувати його Леву Сапізі, цитований в Herald Пєкосінського 1898 року. 
Сапєга V: Цей різновид нібито використовували Міколай, Кристін Фредерик, Олександр Казимир та Казимир Сапіги у XVII столітті. 
Сапєга VI: Герб з печатки Михайла Сапіги від 1731 року. 
Граф Сапєга VII: Різновид герба Сапєга, відмічений Зібмахером. 
Сапєга князь VIII: Герб, яке використовувала Катажина Сапіга, землевласниця в Сілезії, яка у 1745 р. вступила у шлюб з Адальбертом Павлом Живнєго, шляхтичем Марії Терезії у 1756 році. Після її одруження і переїзду до Сілезії, Катажина отримала особистий дозвіл від короля Пруссії на використання князівського звання в Сілезії. 

## Гербовий рід
Князі Сапіги (fürst von Sapieha), графи фон Сапіги ( graf von Sapieha).

## Гелерея

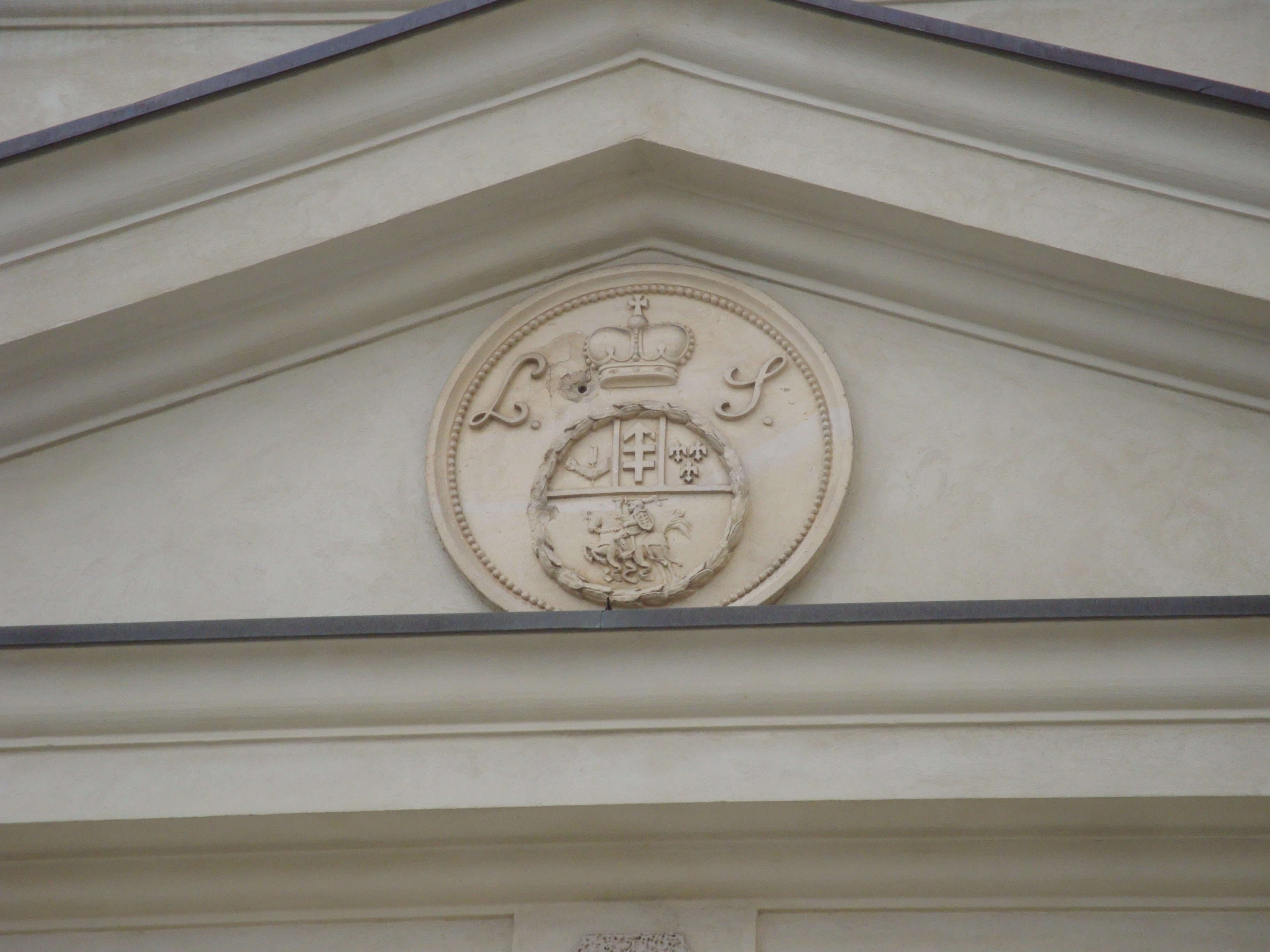
Герб Сапіг у замку в Красічині
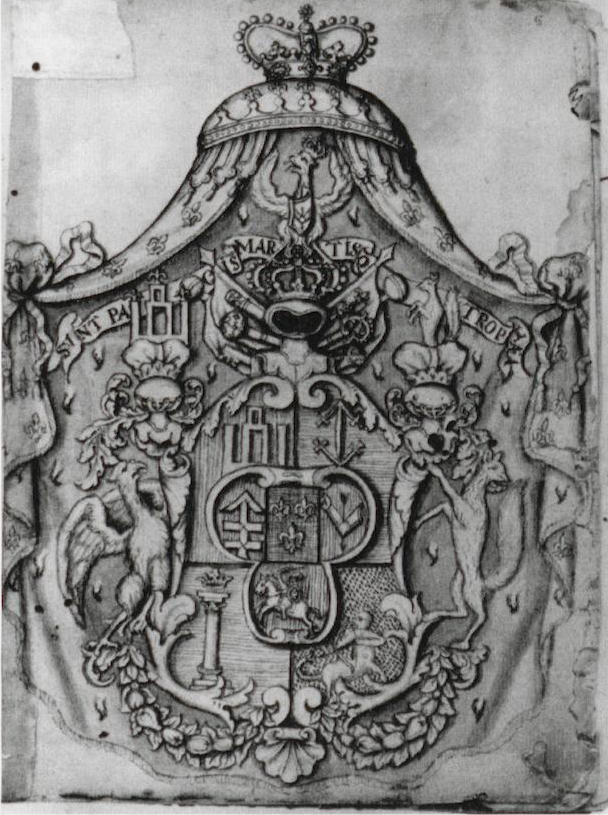
Герб Сапіг 1709 р.
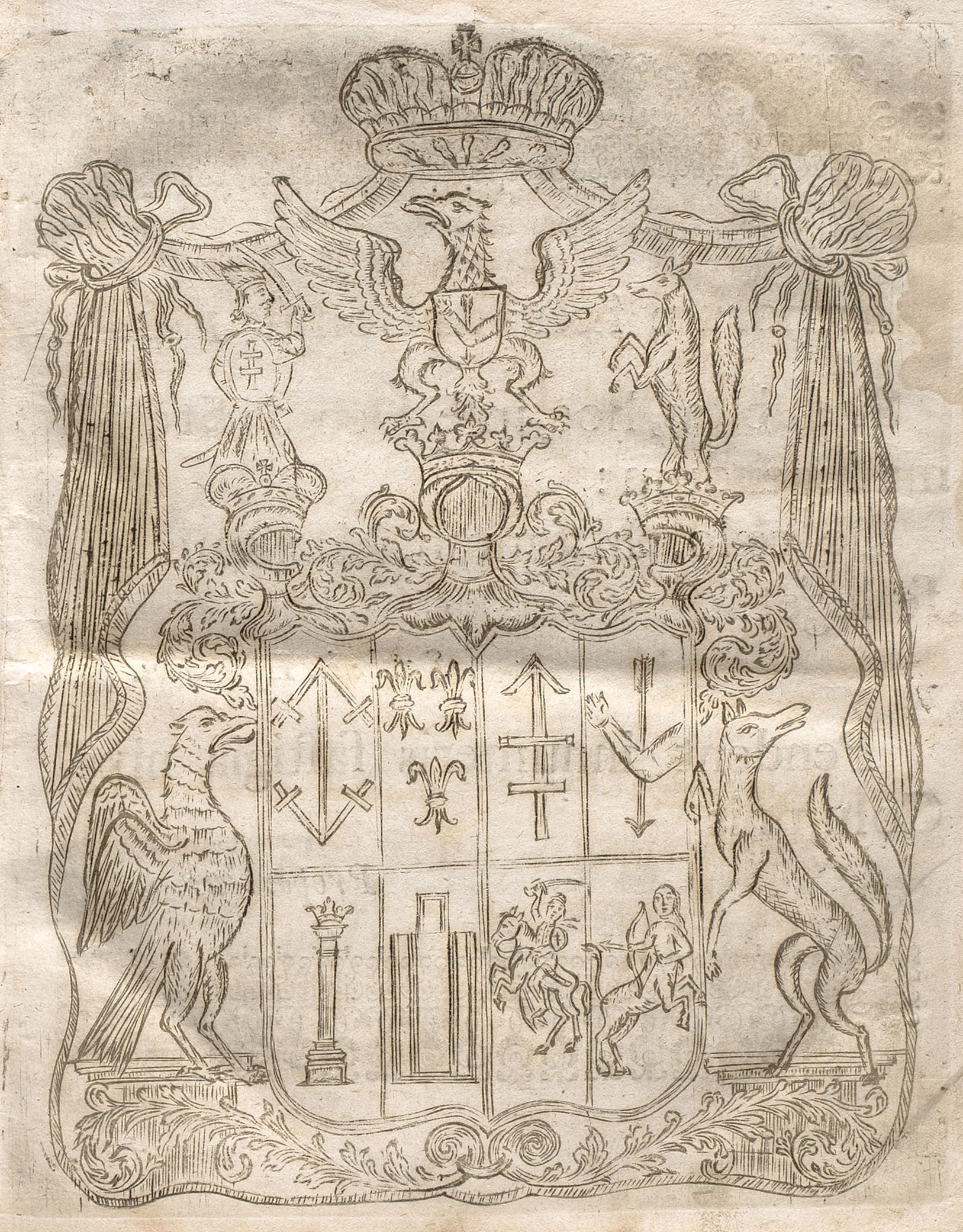
Герб Сапіг 1724 р.
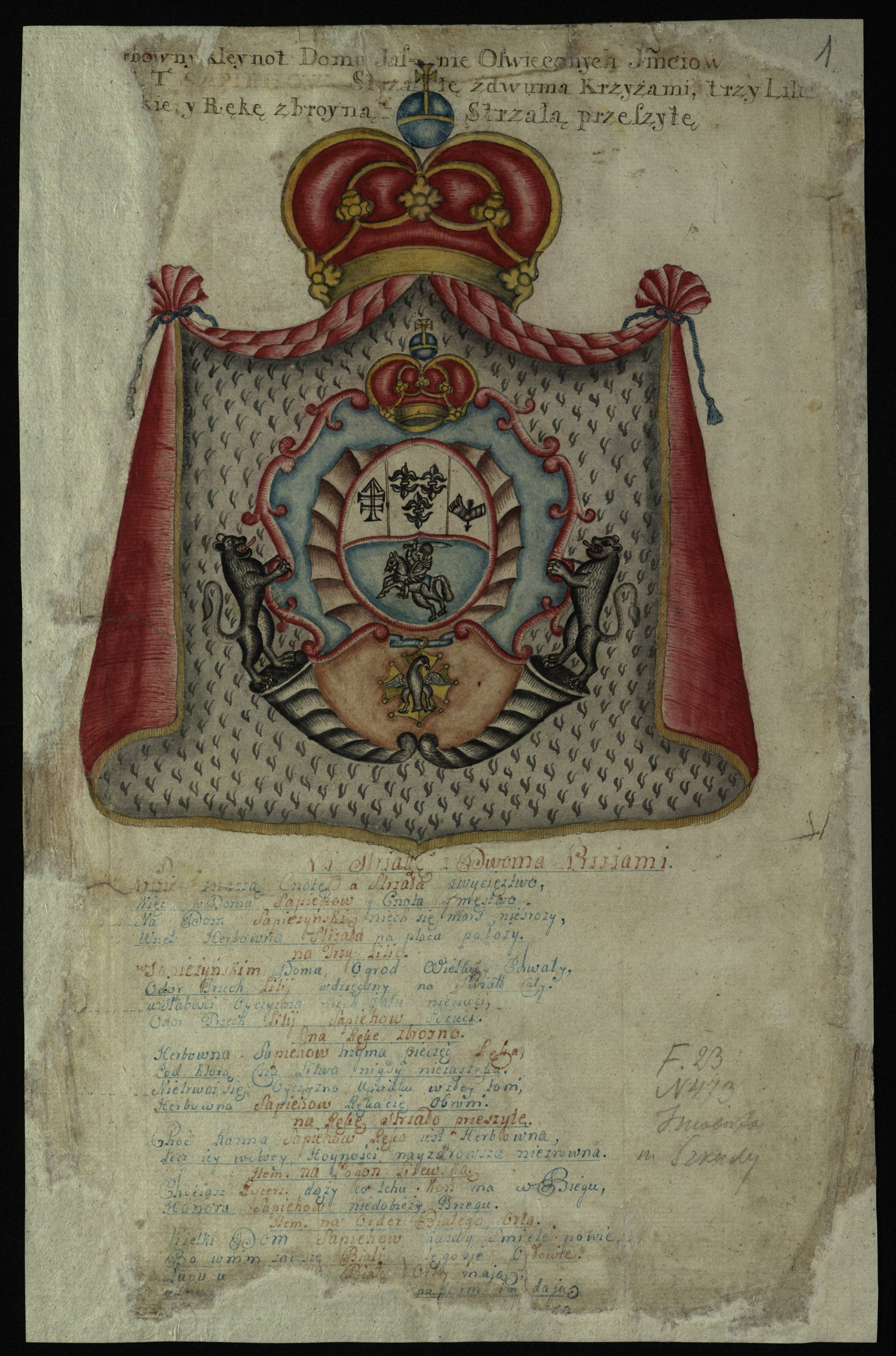
Герб Сапіг 1786 р.
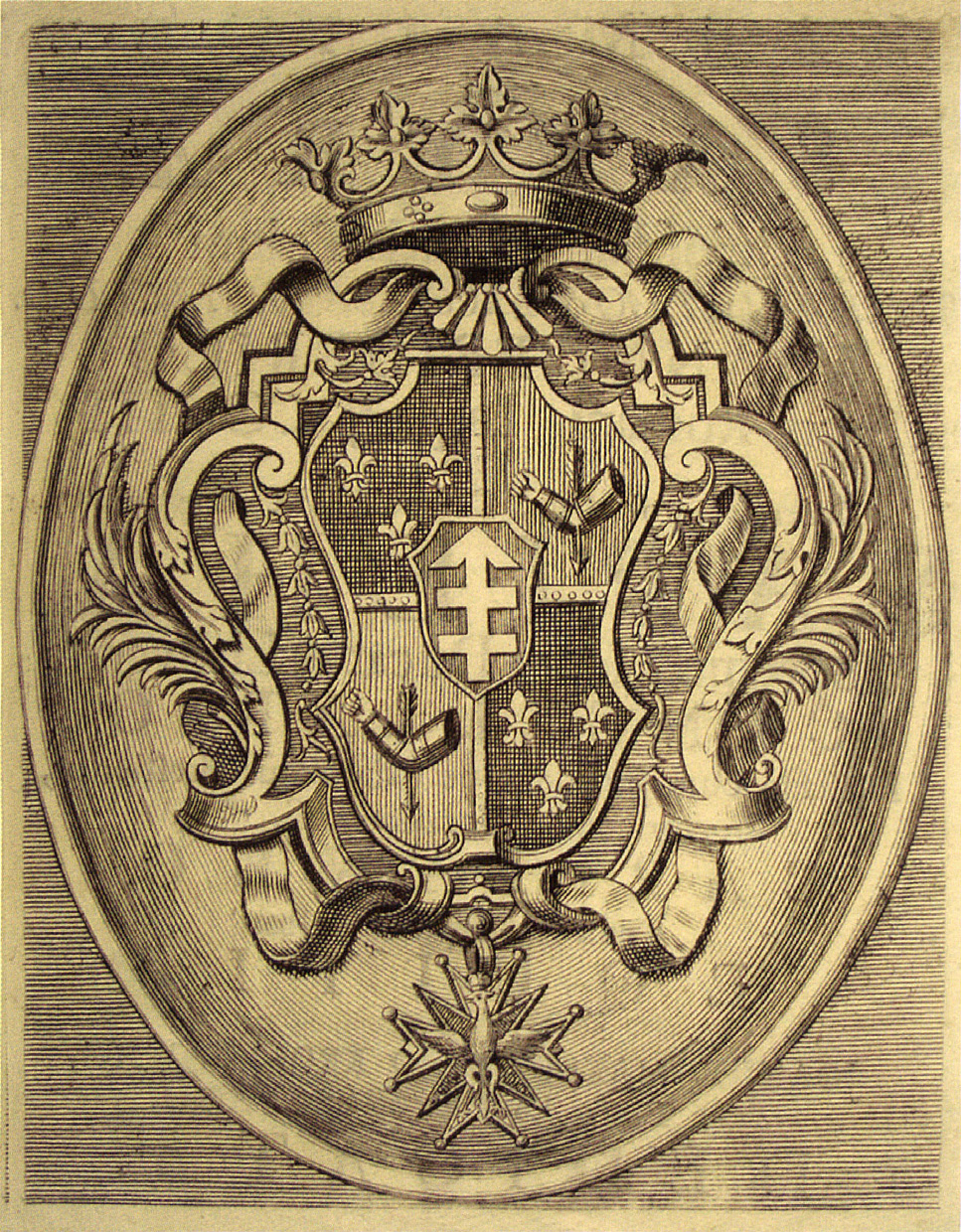
Герб Сапіг XVIII ст.
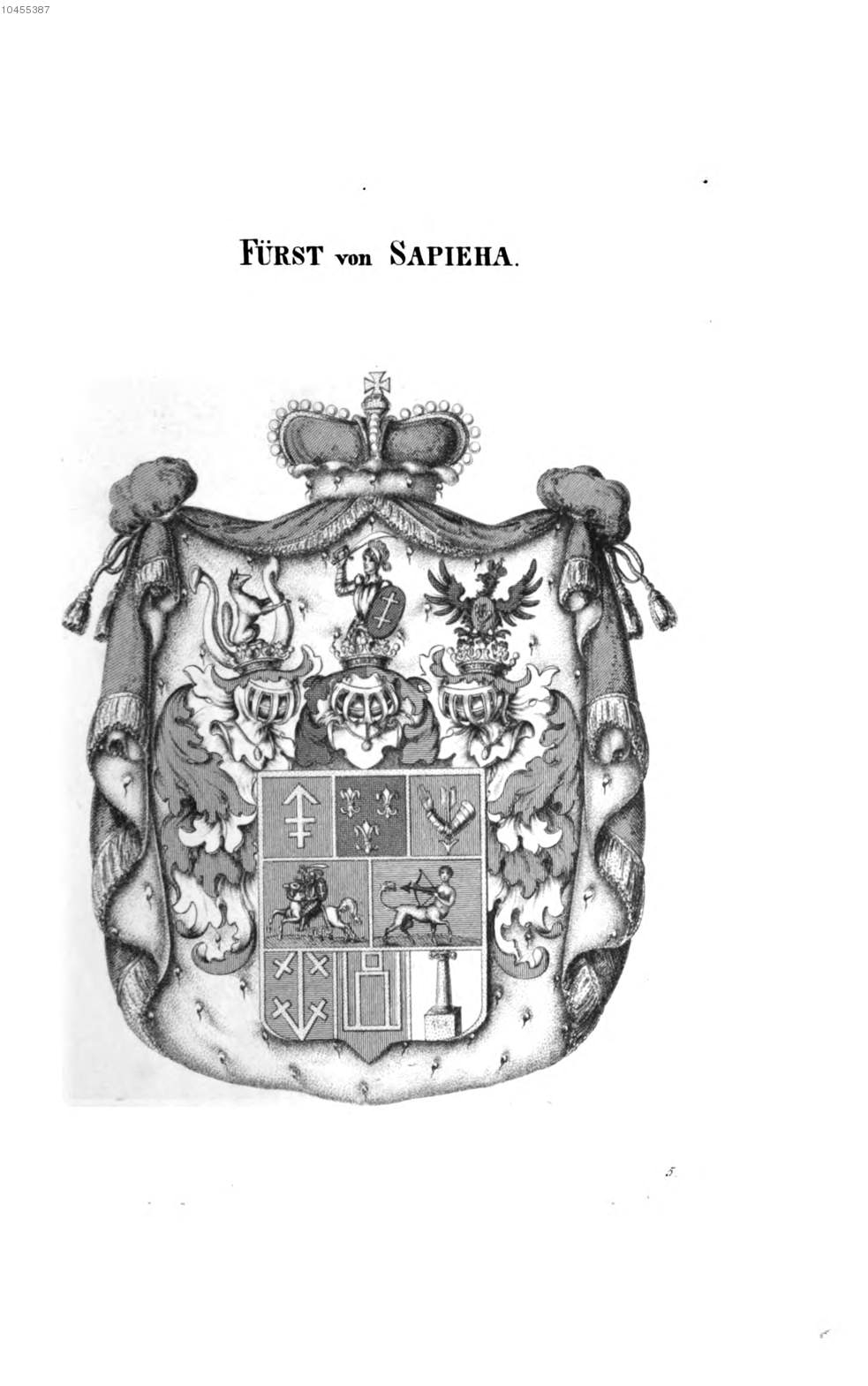
Герб Сапіг між 1846 та 1865 рр.
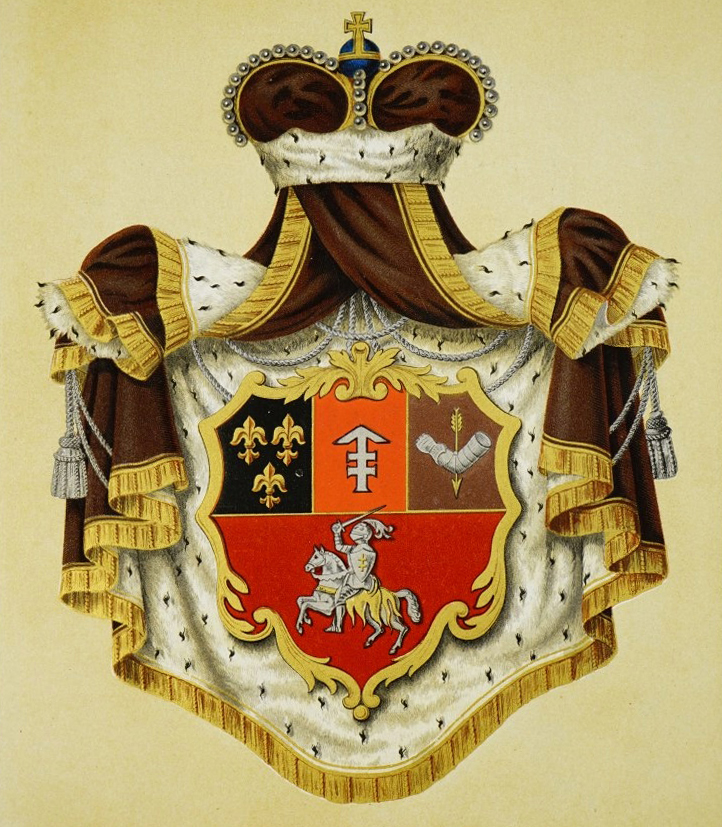
Герб Сапіг між 1858 р.
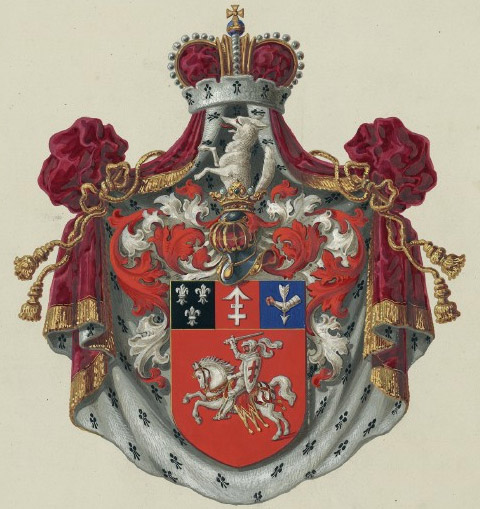
Герб Сапіг 1885 р.
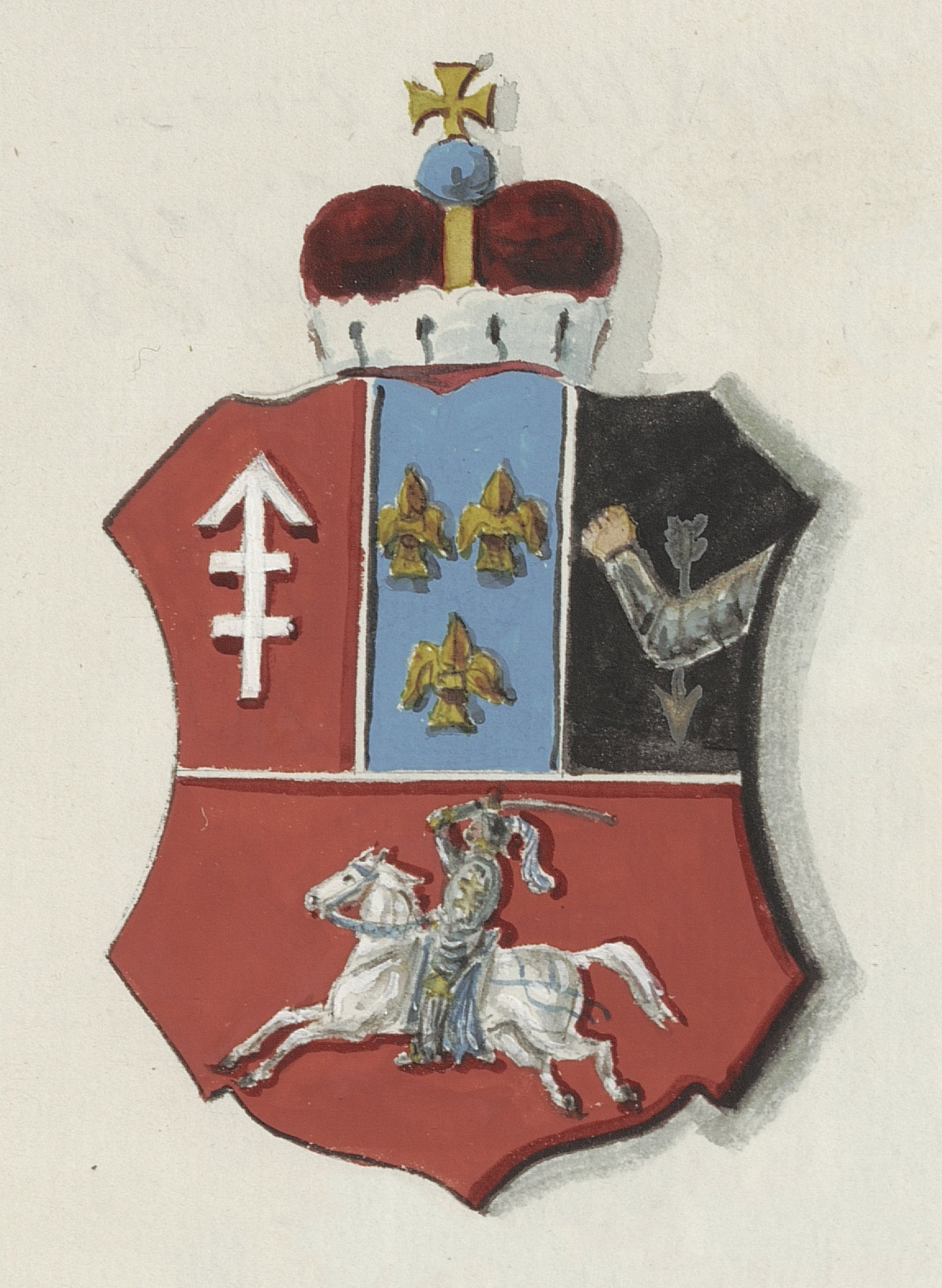
Герб Сапіг ХІХ ст.
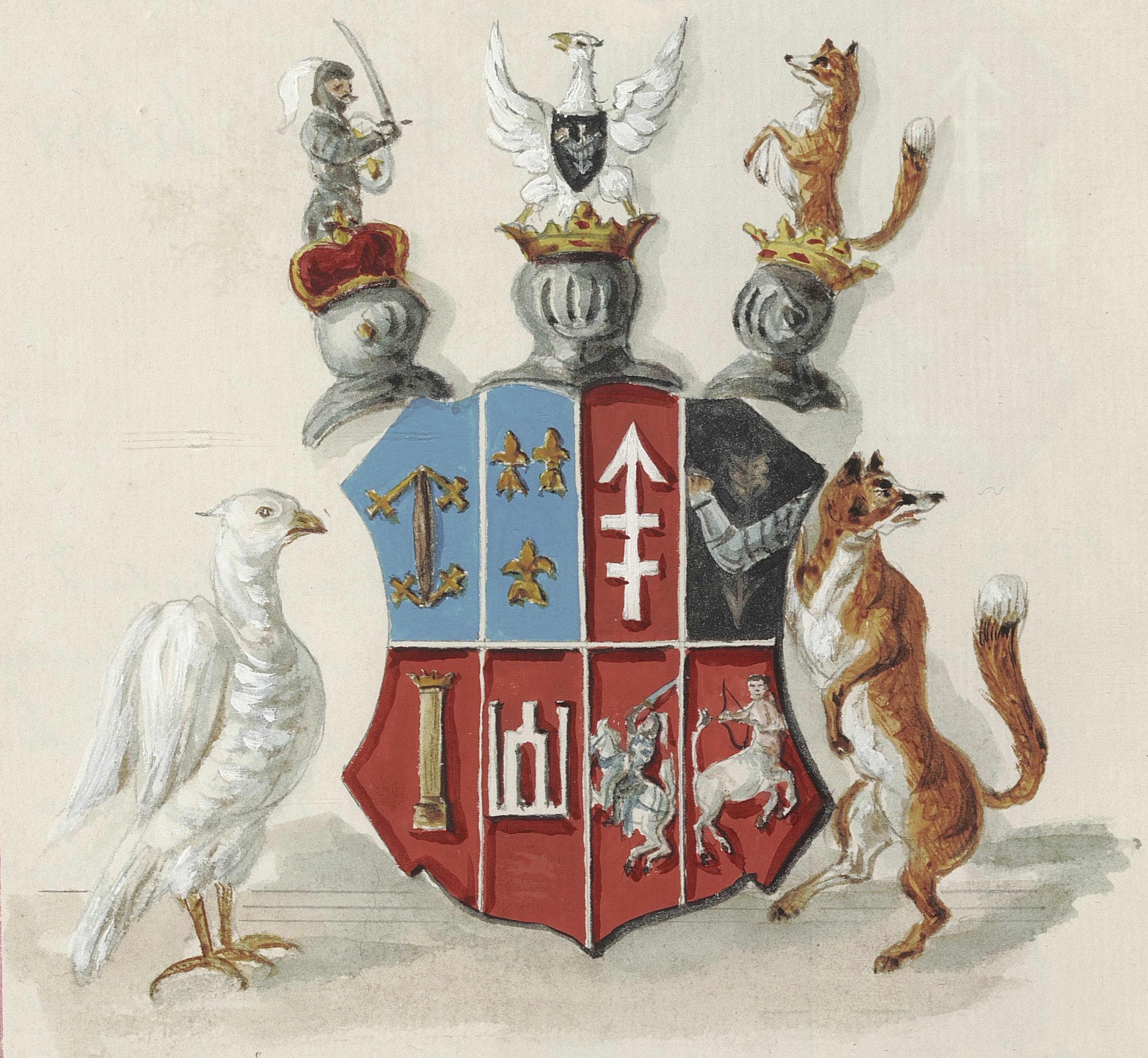
Герб Сапіг ХІХ ст.